# Baugeräteliste
In der Baugeräteliste (kurz BGL) werden alle relevanten, bei der Bauausführung und Baustelleneinrichtung üblicherweise verwendeten Baumaschinen und Baugeräte mitsamt den zugehörigen technischen und wirtschaftlichen Daten (ohne Nennung von Fabrikat oder Typenbezeichnung) in mehr als 15.000 Datensätzen aufgeführt. Die Baugeräteliste bildet den Branchenstandard für die Verrechnung der Kosten von Baumaschinen. Sie ist seit Jahrzehnten ein anerkanntes Standardwerk in der Bauwirtschaft.
Die aktuell gültige Druckausgabe stammt aus dem Jahr 2020 und ersetzt die Vorgängerausgabe aus dem Jahr 2015. Mit der 2020er Version wird die BGL erstmals gemeinsam vom Hauptverband der Deutschen Bauindustrie und dem Fachverband der Bauindustrie Österreich herausgegeben.
Neben der Printausgabe (Buch) kann auf eine gebührenpflichtige Online-Version zugegriffen werden. In der Online-Version erfolgt im Bedarfsfall eine fortlaufende Aktualisierung des Datenbestandes durch die Aufnahme neuer Geräte und Ausrüstungen.
Die Gliederung der BGL orientiert sich an der auf europäischer Ebene abgestimmten EUROLISTE. Auf diese Weise wird eine europaweite Vergleichbarkeit der Kostenansätze ermöglicht und die Zusammenarbeit europaweiter Arbeitsgemeinschaften vereinfacht.

## Geräteschlüssel
Maschinen und Geräte werden in der BGL anhand eines mehrstelligen Geräteschlüssels eindeutig beschrieben. Ausgehend von der Gerätehauptgruppe wird weiter nach Gerätegruppe, Geräteuntergruppe, Geräteart, Gerätegröße und Zusatzausrüstung bzw. Zusatzgerät unterschieden. Folgendes Beispiel soll zum Verständnis der Schlüsselstruktur dienen:
D.3.10.0055.AA – Radlader mit einer Motorleistung von 55 kW und Schnellwechseleinrichtung
| D              | Gerätehauptgruppe | Geräte für Erdbewegung und Bodenverdichtung |
| D.3            | Gerätegruppe      | Ladegeräte                                  |
| D.3.1          | Geräteuntergruppe | Frontlader mit Reifenfahrwerk               |
| D.3.10         | Geräteart         | Frontlader – Radlader                       |
| D.3.10.0055    | Gerätegröße       | Motorleistung 55 kW                         |
| D.3.10.0055.AA | Zusatzausrüstung  | Schnellwechseleinrichtung                   |

Die Gerätegröße wird auch als Kenngröße bezeichnet und dient zur Unterscheidung innerhalb einer Geräteart. Kenngrößen können beispielsweise das Gewicht, die Tragkraft oder die Motorleistung einer Maschine oder eines Gerätes sein. Der jeweiligen Kenngröße sind weitere Daten, wie beispielsweise der mittlere Neuwert und die monatlichen Reparaturkosten sowie die monatlichen Abschreibungs- und Verzinsungsbeträge, zugeordnet.

## Gerätehauptgruppen
Die BGL gliedert sich in folgende 21 Gerätehauptgruppen:
- A – Geräte zur Materialaufbereitung
- B – Geräte zur Herstellung, Transport und Verteilung von Beton, Mörtel und Putz
- C – Hebezeuge
- D – Geräte für Erdbewegung und Bodenverdichtung
- E – Straßenbaugeräte
- F – Gleisoberbaugeräte
- G – Schwimmende Geräte
- H – Geräte für Tunnel- und Stollenbau
- J – Ramm- und Ziehgeräte, Geräte für Injektionsarbeiten
- K – Bohrgeräte, Schlitzwandgeräte
- L – Geräte für horizontalen Rohrvortrieb und Geräte für Pipelinebau
- M – Geräte und Anlagen zur Dekontamination und zum Umweltschutz
- P – Transportfahrzeuge
- Q – Druckluftgeräte, Druckluftwerkzeuge
- R – Geräte für Energieerzeugung, Energieumwandlung und Energieverteilung
- S – Hydraulikzylinder und Hydraulikaggregate
- T – Kreisel- und Kolbenpumpen, Rohrleitungen
- U – Schalungen und Rüstungen
- W – Maschinen und Geräte für Werkstattbetrieb
- X – Baustellenunterkünfte, Container
- Y – Geräte für Vermessung, Labor, Büro, Kommunikation, Überwachung, Küche

## Verwendung
Die BGL findet insbesondere für Bauunternehmen Anwendung als:
- Grundlage für die innerbetriebliche und zwischenbetriebliche Verrechnung von Gerätekosten, z. B. zwischen Geräteverwaltung und Baustelle oder zwischen Arbeitsgemeinschaften und ihren Partnerfirmen bzw. Gesellschaftern;
- Grundlage für die Organisation und Disposition von Geräten;
- Hilfsmittel für die Beurteilung von Geräte- und Maschinenkosten, insbesondere bei Wirtschaftlichkeitsvergleichen;
- Hilfsmittel für die Betriebsplanung und die Arbeitsvorbereitung hinsichtlich Wahl und Beurteilung von Geräteeinsätzen;
- Hilfsmittel für Investitionsplanung, Bilanzierung und steuerliche Bewertung;
- Hilfsmittel für die Bewertung bei Versicherungsfällen, Sachverständigengutachten und gerichtlichen Entscheidungen.